# Tim Heubach
Tim Heubach (Neuss, 1988. május 12. –) német labdarúgó, 2014 óta a másodosztályú 1. FC Kaiserslautern hátvédje.
2014. július 15-én a Kaiserslautern szerződtette Heubachot, aki rögtön megkezdte az edzésmunkát. Mivel az FSV Frankfurttal szerződése 2015-ig szólt, a 'Lauternnek 400 000 euró átigazolsái díjat kellett kifizetni. 2017-ig írt alá.